# Verfassungsreferendum in Bolivien 2016
Beim Verfassungsreferendum in Bolivien von 2016 ging es um eine Verfassungsänderung, die das Maximum an aufeinander folgenden Amtszeiten des Staatspräsidenten von zwei auf drei erhöht hätte. Die Änderung wurde abgelehnt.

## Hintergrund
Bei der Präsidentschaftswahl 2005 wurde Evo Morales ins Amt gewählt und trat es am 22. Januar 2006 an. Zu dieser Zeit erlaubte die Verfassung keine Wiederwahl.
In einem Referendum am 25. Januar 2009 wurde eine neue Verfassung verabschiedet, die die einmalige Wiederwahl des Präsidenten gestattete. Morales wurde im Dezember 2009 erneut gewählt und gewann auch die Wahl im Oktober 2014. Diese dritte Amtszeit in Folge war durch eine Entscheidung des Obersten Gerichtshofs möglich geworden, nach der aufgrund der Verfassungsänderung 2009 die erste Amtszeit von 2006 bis 2010 nicht zu zählen sei. Mit dem Referendum 2016 wollte Morales erreichen, dass er für eine vierte Amtszeit (2020–2025) kandidieren könnte.

## Ergebnis
Die Abstimmung fand am 21. Februar 2016 statt. Die Verfassungsänderung wurde mit 48,7 % Ja-Stimmen und 51,3 % Nein-Stimmen abgelehnt, wobei eine klare regionale Polarisierung zu beobachten war: In drei Hochland-Departamentos, einschließlich La Paz, wurde mehrheitlich mit "Ja" gestimmt, während Tiefland-Departamentos, insbesondere Santa Cruz, deutlich mit "Nein" stimmten.

## Nachwirkung
Die Regierungspartei MAS tat sich schwer dabei, sich mit dieser Niederlage abzufinden. Sie beklagte die Schmutzkampagne der Opposition in den Sozialen Netzen im Vorfeld des Referendums, der sie nicht gewachsen gewesen sei. Auch deshalb suchte sie bald nach Wegen, Evo Morales trotz des Ergebnisses erneut für die Präsidentschaftswahlen aufstellen zu können. Letztlich gelang dies über eine verfassungsgerichtliche Entscheidung, welche die Beschränkung der Amtszeit von Amtsträgern generell als Einschränkung der Menschenrechte wertete, welche über die in die Verfassung einbezogene Amerikanische Menschenrechtskonvention garantiert seien und höher als der Verfassungsartikel stünden. Die Richter beriefen sich auf Artikel 23 Abs. 1 der Konvention, der jedem einen Zugang zu öffentlichen Ämtern garantiert. Damit wurde das Ergebnis des Referendums für nichtig erklärt.
Große Teile der Bevölkerung, insbesondere diejenigen, die mit „Nein“ gestimmt hatten, fühlten sich angesichts dieser umstrittenen Gerichtsentscheidung betrogen. Auch die Unabhängigkeit der Richter, die in der Folge der Verfassungsänderung unter Evo Morales neu eingesetzt worden waren und die schon zur Wahl 2014 im Sinne Morales’ geurteilt hatten, wurde infrage gestellt. Die gesellschaftliche Polarisierung weitete sich in der Folge erheblich aus. Unter anderem entstand die gesellschaftliche Oppositionsbewegung Bolivia dijo NO - 21F und das politische Bündnis Bolivia Dice No um den Oppositionspolitiker Óscar Ortiz.
Im Jahr 2021 urteilte der Interamerikanische Gerichtshof für Menschenrechte in einem Rechtsgutachten für Kolumbien, dass die unbeschränkte Wiederwahl als Präsident kein individuelles Menschenrecht sei. Im Dezember 2023 schloss sich der bolivianische Verfassungsgerichtshof dieser Rechtsauffassung an und urteilte, dass Morales nicht bei der Präsidentschaftswahl 2025 kandidieren könne. Damit revidierte er seine Entscheidung von 2017.